# 玛沙蜥
玛沙蜥（学名：Pseudotrapelus sinaitus）是一种蜥蜴。这个物种生活在干旱地区，分布于利比亚、埃及、以色列、约旦、叙利亚、沙特阿拉伯、阿拉伯联合酋长国、阿曼、苏丹、埃塞俄比亚、厄立特里亚及吉布提。
这种蜥蜴的长度可达25厘米，尾巴占总长度的三分之二。四肢和尾巴长而薄，适合爬坡和运动。与其他飞蜥科成员不同，第三趾（中趾）是最长的趾，而不是第四趾。
玛沙蜥白天活动，以昆虫和其他节肢动物以及植物为食。在繁殖季节，雄性的颜色变为醒目的蓝色，以吸引雌性。雌性皮肤则分布棕红色斑点。